# Streptocephalus mattoxi
Streptocephalus mattoxi är en kräftdjursart som beskrevs av Maeda-Martínez, Belk, Obregón-Barboza och Dumont 1995. Streptocephalus mattoxi ingår i släktet Streptocephalus och familjen Streptocephalidae. Inga underarter finns listade i Catalogue of Life.